# Beatrice (zespół muzyczny)
Beatrice (punk) – węgierski zespół punkrockowy.

## Historia
Beatrice początkowo powstał w 1969 roku jako żeński zespół rockowy (pierwszy taki zespół na Węgrzech) wykonujący covery popularnych piosenek rockowych jak „House of the Rising Sun” zespołu The Animals. Skład zmieniał się kilka razy w latach 70. Ostatecznie ustalił się:Mónika Csuka (śpiew, gitara); Katalin Nagy (klawisze); Kriszta Hamar (gitara basowa) and Mária Csuka (perkusja). W tym składzie nie dokonano rejestracji dorobku artystycznego.
W 1976 do zespołu dołączył wokalista Feró Nagy, mąż Móniki Csuki. W 1977 Katalin Nagy i Kriszta Hamar opuściły Beatrice. Feró przyjął gitarzystę Sándora Bencsika i basistę Andrása Temesváriego. W tym składzie zespół wykonywał głównie popularne w tym czasie piosenki disco. Ich najbardziej popularnym przebojem był utwór „Gyere, kislány, gyere” („Chodź dziewczyno, chodź”), który spopularyzował disco na Węgrzech i został przebojem roku na radiowej liście przebojów. W 1978 zespół Beatrice rozwiązał się.
W 1979 roku Feró stworzył całkowicie nowy zespół pod tą samą nazwą, który w żaden sposób nie przypominał tego z czym Beatrice kojarzył się wcześniej. Beatrice grał teraz punk rocka jako pierwsza grupa na Węgrzech. Przesłanie zespołu było antykomunistyczne skierowane przeciw systemowi socjalistycznemu i zyskało na Węgrzech ogromną popularność wśród młodzieży robotniczej. Zespół był unikatową mieszanką punk rocka oraz węgierskiego folkloru.
Oryginalny skład: Feró Nagy (wokalista, frontman autor tekstów); László Lugossy (gitara); Lajos Miklóska (bas); and Tibor Donászy (perkusja). W tym składzie Beatrice znana jest głównie z singli „Nagyvárosi farkas” („Wielkomiejski wilk”), „Beatrice Blues” i „Jerikó” („Jerycho”). Pierwszy album zespołu został zabroniony przez węgierski rząd socjalistyczny i został opublikowany dopiero w 1993 roku.